# الكفاف الجنوبيين (لڭفاف)
الكفاف الجنوبيين هي إحدى مشيخات المملكة المغربية، تتبع جغرافيا لإقليم خريبكة وإداريًا للڭفاف. يقدر عدد سكانها بـ 3174 نسمة حسب الإحصاء الرسمي للسكان والسكنى لسنة 2004.